# Cattedrali ad Antigua e Barbuda
Questa è una lista delle cattedrali ad Antigua e Barbuda.

## Cattedrale cattolica
| Cattedrale                      | Diocesi                            | Città        | Dedicazione    | Immagine |
| ------------------------------- | ---------------------------------- | ------------ | -------------- | -------- |
| Cattedrale della Sacra Famiglia | Diocesi di Saint John's-Basseterre | Saint John's | Sacra Famiglia |          |

## Cattedrale anglicana
| Cattedrale                 | Diocesi                                | Città        | Dedicazione                              | Immagine |
| -------------------------- | -------------------------------------- | ------------ | ---------------------------------------- | -------- |
| Cattedrale di San Giovanni | Diocesi di Antigua ed Isole Sottovento | Saint John's | Giovanni Evangelista e Giovanni Battista |          |